# Alguns homes bons
Alguns homes bons (títol original en anglès: A Few Good Men) és una pel·lícula estatunidenca dirigida per Rob Reiner el 1992 i doblada al català.

## Argument
Dos advocats militars (Tom Cruise, Demi Moore) han de defensar en un judici dos soldats pertanyents al cos de Marines, a la base naval de Guantánamo. Segons l'acusació han matat un company. Ells mantenen, tanmateix, que van complir ordres del comandant (Jack Nicholson), per castigar el company que havia infringit el codi d'honor del cos, i que la mort d'aquest va ser un accident. La defensa es troba amb grans dificultats per esbrinar la veritat per les traves que posa el comandant.

## Repartiment
- Tom Cruise: Tinent Daniel Kaffee
- Jack Nicholson: Coronel Nathan R. Jessep
- Demi Moore: Tinent C. Joanne Galloway
- Kevin Bacon: Capità Jack Ross
- Kiefer Sutherland: Tinent Jonathan Kendrick
- Kevin Pollak: Tinent Sam Weinberg
- James Marshall: Pfc. Louden Downey
- J.T. Walsh: Tinent Coronel Matthew Andrew Markinson
- Christopher Guest: Dr. Stone
- J.A. Preston: jutge Julius Alexander Randolph
- Matt Craven: Tinent Dave Spradling
- Wolfgang Bodison: Caporal Harold W. Dawson
- Xander Berkeley: Capità Whitaker
- John M. Jackson: Capità West
- Noah Wyle: Caporal Jeffrey Barnes
- Cuba Gooding Jr.: Caporal Carl Hammaker
- Aaron Sorkin: Home al bar
- Joshua Malina: Tom

## Nominacions
1993
- Oscar a la millor pel·lícula
- Oscar al millor actor secundari per Jack Nicholson
- Oscar al millor muntatge per Robert Leighton
- Oscar al millor so per Kevin O'Connell, Rick Kline, Robert Eber

- Globus d'Or a la millor pel·lícula dramàtica
- Globus d'Or al millor director per Rob Reiner
- Globus d'Or al millor guió per Aaron Sorkin
- Globus d'Or al millor actor dramàtic per Tom Cruise
- Globus d'Or al millor actor secundari per Jack Nicholson